# Ludwik Maria Grignion de Montfort
Ludwik Maria Grignion de Montfort (ur. 31 stycznia 1673 w Montfort-sur-Meu, zm. 28 kwietnia 1716 w Saint-Laurent-sur-Sèvre) – francuski duchowny i tercjarz dominikański, święty katolicki; pisarz religijny epoki baroku.

## Życiorys
Urodził się w miejscowości Montfort-sur-Meu w rodzinie mieszczańskiej. W wieku 19 lat wstąpił w Paryżu do zgromadzenia św. Sulpicjusza, gdzie kończy seminarium duchowne. Święcenia kapłańskie otrzymał 5 czerwca 1700. W centrum swej duchowości osobistej i apostolskiej Ludwik Grignion postawił kult Najświętszej Maryi Panny i wierność przyrzeczeniom chrztu świętego. Aby dać temu wyraz, przybrał jako drugie imię Maria, a do swego nazwiska dodał Montfort, od nazwy parafii, w której był ochrzczony.
W 1706 rozpoczął za poradą i przyzwoleniem papieża Klemensa XI pracę misjonarsko-apostolską wśród ludności zachodniej Francji na terenach Bretanii i Wandei. Św. Ludwik pełnił również posługę kapelana wśród chorych i bezdomnych Szpitala Miejskiego w Poitiers.
Pod koniec swojego życia, w 1713 roku, napisał Regułę księży misjonarzy z Towarzystwa Maryi (połączonego z czasem ze Zgromadzeniem Świętego Ducha) dla, jak sam to określał: „ubożuchnego Towarzystwa dobrych kapłanów, którzy pod sztandarem Najświętszej Maryi Panny ruszyliby, aby nauczać katechizmu ubogich po wsiach i zachęcać grzeszników do nabożeństwa do Maryi”. Rozpoczął także organizowanie kongregacji żeńskiej – cór mądrości, których współzałożycielką i pierwszą przełożoną generalną była błogosławiona Marie-Louis Trichet.
Ludwik Grignion de Montfort był szczególnie przywiązany do pobożności maryjnej, której wyrazem są jego dzieła: „Traktat o prawdziwym nabożeństwie do Najświętszej Maryi Panny” i „Tajemnica Maryi”, w których rozwinął doktrynę niewolnictwa maryjnego jako nabożeństwa polegającego na najdoskonalszym oddaniu się przez Maryję Panu Jezusowi. „Traktat o prawdziwym nabożeństwie do Najświętszej Maryi Panny” dał podstawy teologiczne dla niewolnictwa maryjnego i przyczynił się do rozpropagowania tej szczególnej praktyki. Pisał on m.in.:
„Prawdziwe nabożeństwo do Najświętszej Maryi Panny jest święte, to znaczy prowadzi duszę do unikania grzechu i do naśladowania cnót Najświętszej Maryi Panny, zwłaszcza Jej głębokiej pokory, żywej wiary, ślepego posłuszeństwa, nieustającej modlitwy, wszechstronnego umartwienia, Boskiej czystości, Jej głębokiego miłosierdzia, Jej heroicznej cierpliwości, Jej anielskiej słodyczy i iście Boskiej mądrości. Oto dziesięć głównych cnót Najświętszej Maryi Panny”.
Pobożność św. Ludwika wywarła znaczący wpływ na papieży Piusa IX, Leona XIII (który go beatyfikował w dniu swojego złotego jubileuszu kapłańskiego), Piusa X, Piusa XI i Piusa XII (który go kanonizował), a przede wszystkim Jana Pawła II. Ten ostatni do głoszonej przez św. Ludwika koncepcji niewolnictwa maryjnego nawiązał już jako Karol Wojtyła, jako swą dewizę biskupią i później papieską przybierając zaczerpnięte z Traktatu św. Ludwika hasło Totus Tuus (dosł. „Cały Twój”). Znanym niewolnikiem maryjnym i propagatorem tej idei jako niewoli miłości Maryi był też kardynał Stefan Wyszyński, określany mianem Prymasa Tysiąclecia. Innym propagatorem tego nabożeństwa był św. Maksymilian Maria Kolbe i założone przez niego międzynarodowe stowarzyszenie Rycerstwo Niepokalanej (Militia Immaculatae).
Za spadkobierców duchowych św. Ludwika uważają się Zgromadzenie Misjonarzy Towarzystwa Maryi (montfortanie) oraz Braci Świętego Gabriela.

## Proces beatyfikacyjny i kanonizacyjny
Św. Ludwik został beatyfikowany przez papieża Leona XIII w 1888 roku i kanonizowany przez papieża Piusa XII 20 lipca 1947 roku.

## Przekłady na polski
- Ludwik Grignon de Montfort: Traktat o prawdziwym nabożeństwie do Najświętszej Maryi Panny. W: Arcydzieła duchowości chrześcijańskiej. Wydawnictwo AA, 2020. ISBN 978-83-7864-123-0. Brak numerów stron w książce